# 970

## Nașteri
- Leif Eriksson, explorator islandez, considerat primul european care a călcat pe pământ american (d.c. 1020)

## Decese
- dată necunoscută: Harald al II-lea al Norvegiei  (n. 935)
- 30 ianuarie: Petru I al Bulgariei  (n. ?)
- 22 februarie: Garcia Sancez I de Pamplona  (n. 919)
- dată necunoscută: Willa de Toscana  (n. 912)